# قوات فيتنام الجنوبية الجوية

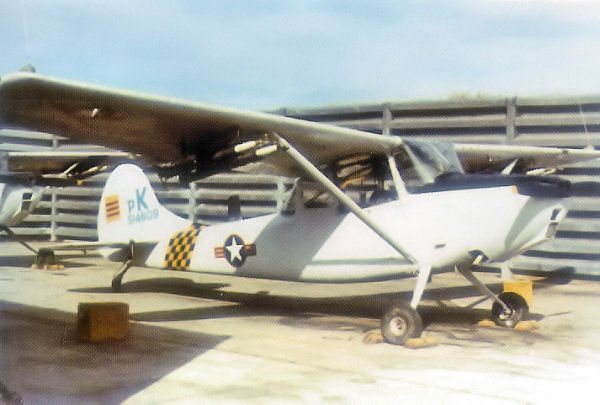
طائرة تدريبية للقوات الفيتنامية الجنوبية عام 1971م

القوات الفيتنامية الجنوبية الجوية (بالفيتنامية:Không lực Việt Nam Cộng hòa) ، إختصارها بالإنجليزية: KLVNCH ، وتُسمى رسميا : القوات الجوية الفيتنامية، أنشئت القوات الفيتنامية الجنوبية سنة 1955، وبدأت بعدد قليل من الرجال المختارين بعناية للطيران جنبًا إلى جنب مع الطيارين الفرنسيين خلال حقبة دولة فيتنام. نمت في نهاية المطاف لتصبح رابع أكبر قوة جوية في العالم في ذروة قوتها، في عام 1974، خلف الاتحاد السوفيتي والولايات المتحدة وجمهورية الصين الشعبية. مصادر أخري قالت إنها كانت السادسة من حيث الحجم, خلفًا لألمانيا الغربية وفرنسا. كانت فيتنام الجنوبية قد عقدت صفقات من الطائرات الحربية والتدريبية من الحكومة الأمريكية، وشاركت خلال حرب فيتنام ضد القوات الجوية الشعبية الفيتنامية. غالبًا ما يتم إهمالها في تاريخ حرب فيتنام حيث كانت تعمل في ظل القوات الجوية للولايات المتحدة (USAF). تم حلها في عام 1975 بعد سقوط سايجون وأصبحت الطائرات الحربية والتدريبية التي تلقتها من الحكومة الأمريكية بيد الحكم الشيوعي في فيتنام الشمالية كغنيمة حرب. هاجر العديد من أعضائها إلى الولايات المتحدة.

## معرض صور

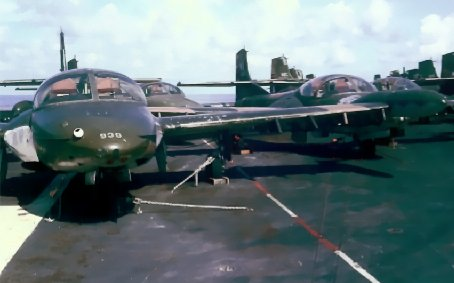
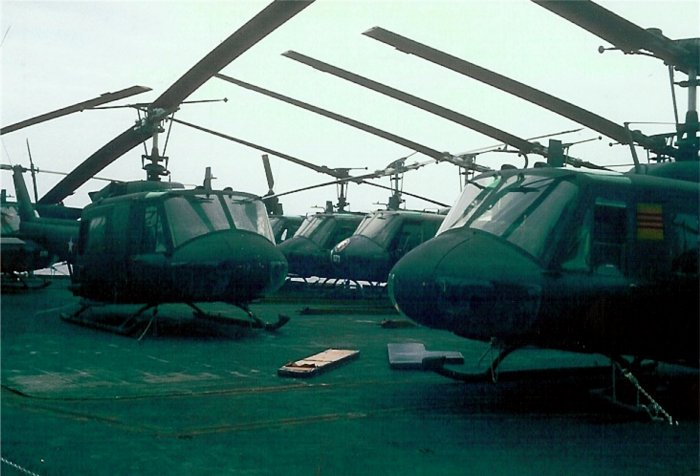
طائرات هيوي
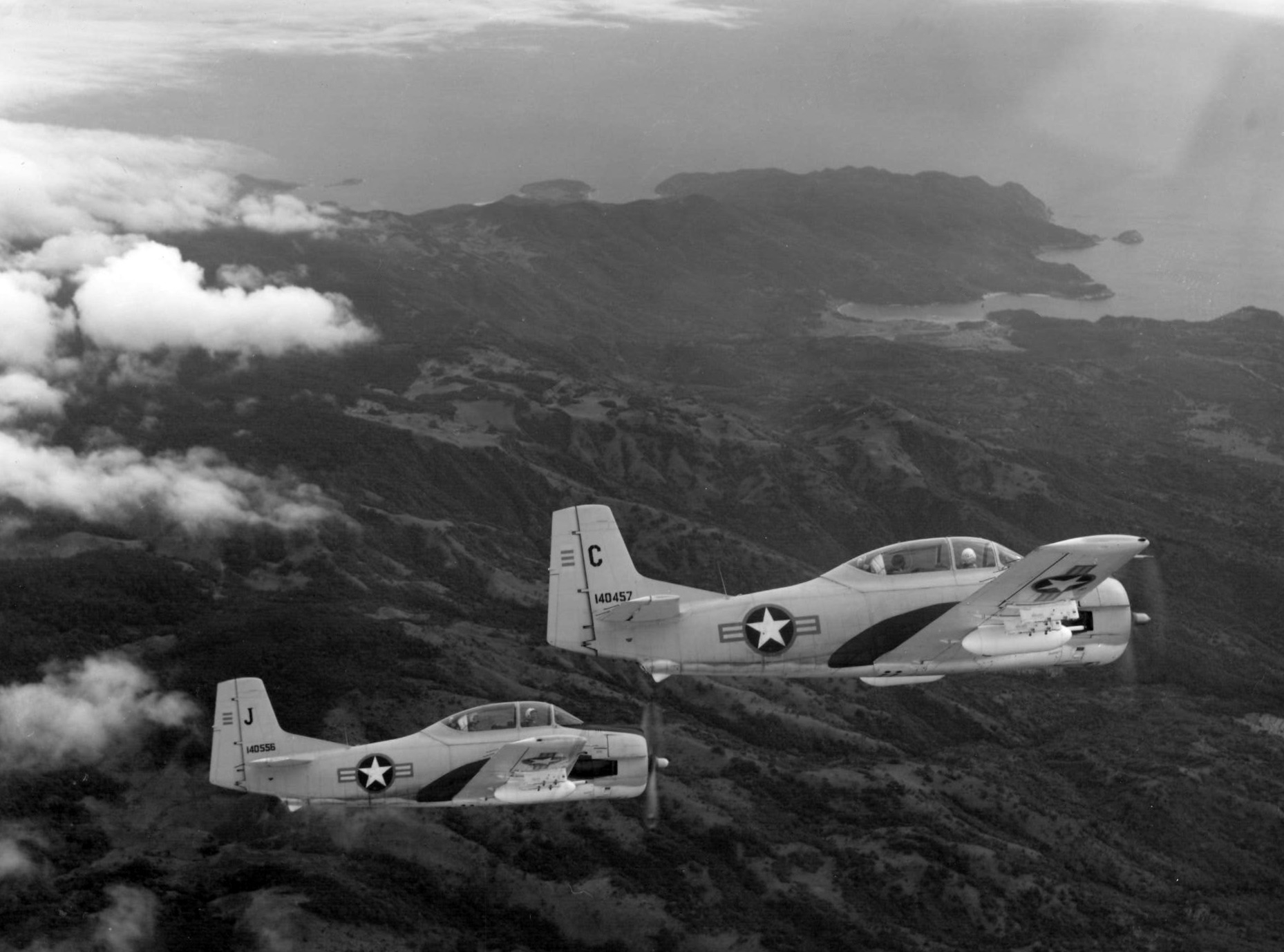
T-28 Trojans
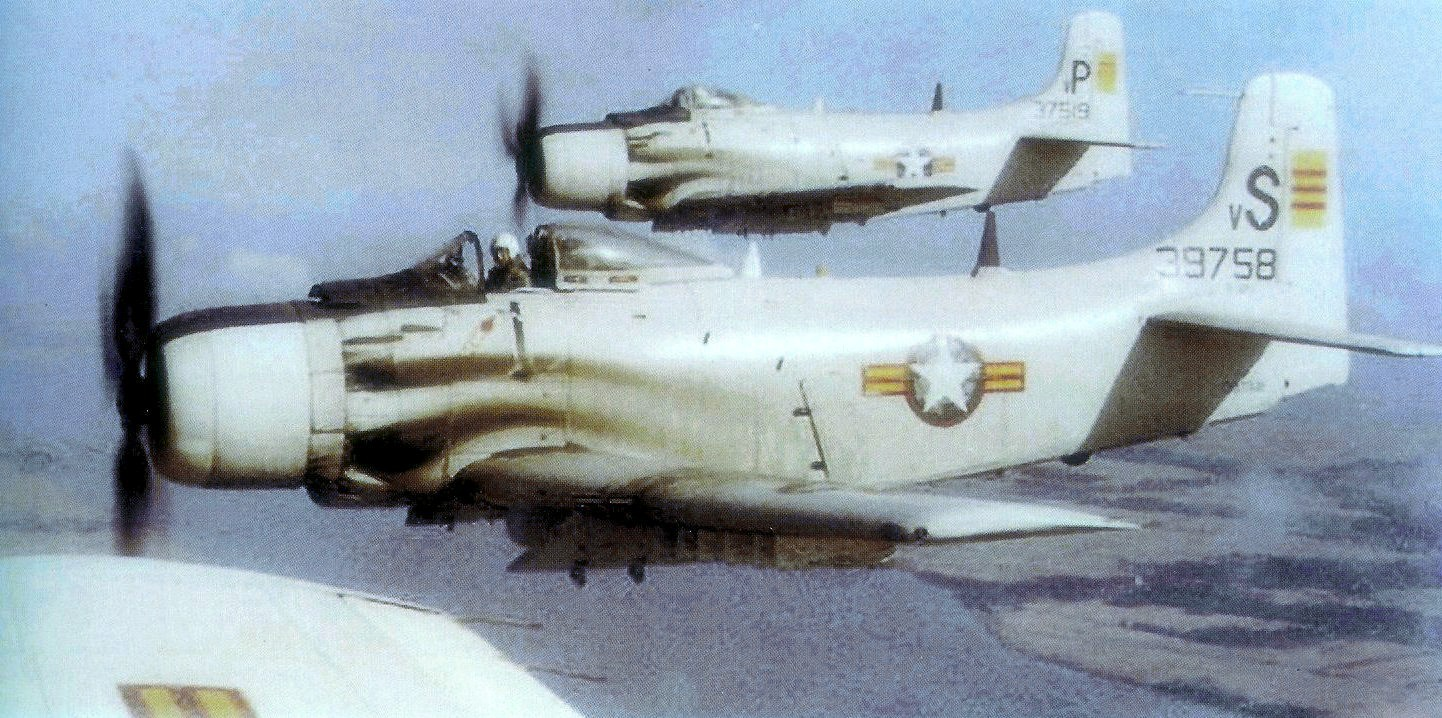
A-1 Skyraiders of the 520th Fighter Squadron
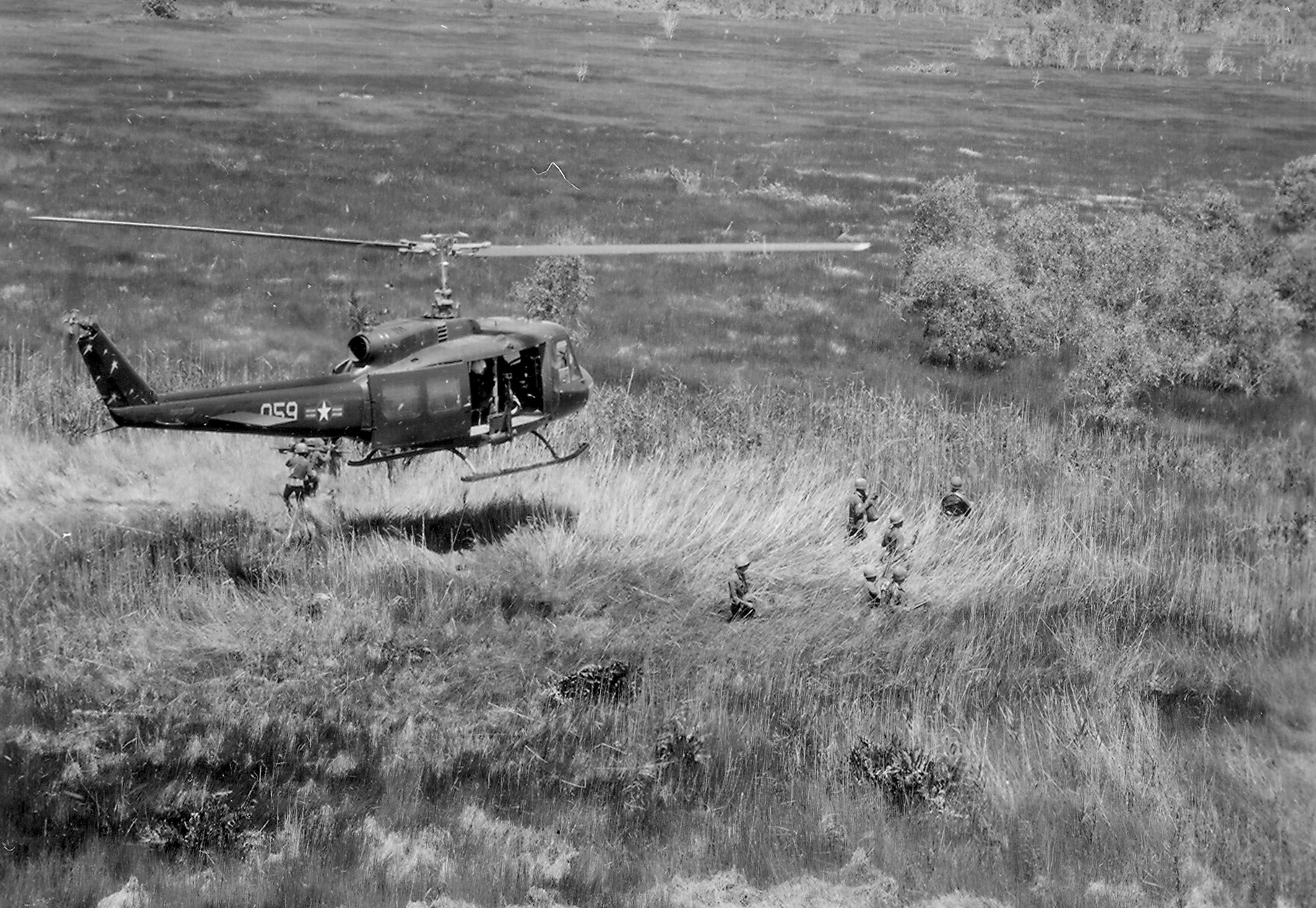
UH-1D on an air assault mission in the Mekong Delta
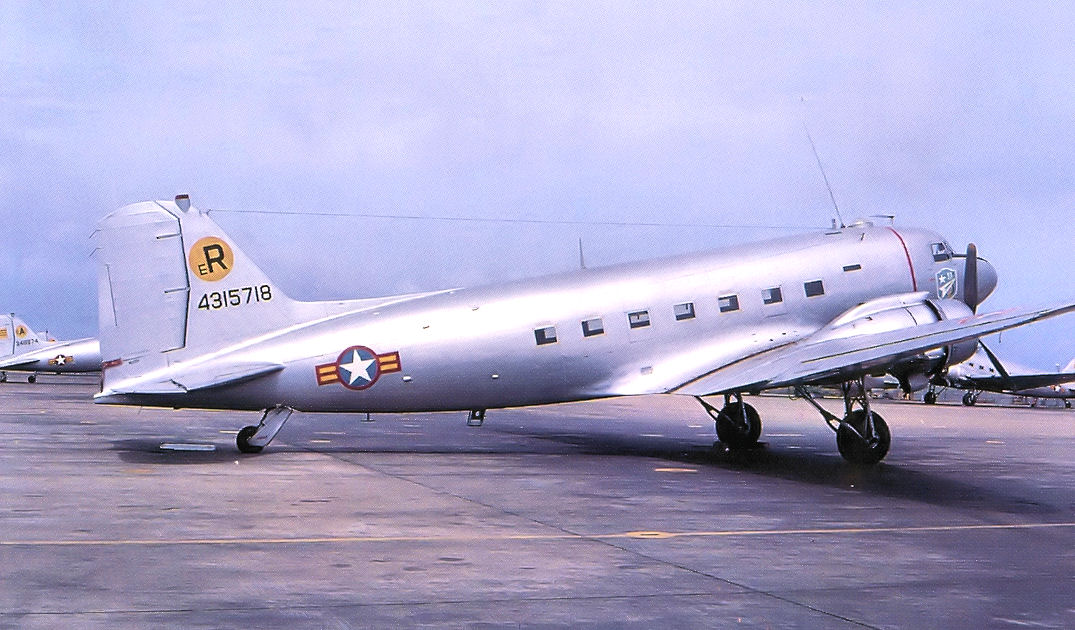
415th Transport Squadron C-47A at Tan Son Nhut AB in 1972

## وصلات خارجية
- The South Vietnamese Air Force 1951-1975 نسخة محفوظة 2 أكتوبر 2013 على موقع واي باك مشين. Pictures, stories
- CanhThep website Pictures, stories, Forum
- The Vietnamese Air Force, 1951-1975. An Analysis of Its Role in Combat and Fourteen Hours at Koh Tang. Volume 3, Monographs 4 and 5
- USS Midway photos from Operation frequent Wind and transport of ex-VNAF aircraft from Thailand to Guam
- Arrival of ex-VNAF aircraft in Guam and their subsequent disposal
- VNAF Pilots and Crews homepage